# Open di Francia 1970
L'Open di Francia 1970, la 69ª edizione degli Open di Francia di tennis, si è svolto sui campi in terra rossa dello Stade Roland Garros di Parigi, Francia, dal 25 maggio al 7 giugno 1970.
Il singolare maschile è stato vinto dal ceco Jan Kodeš, che si è imposto sullo jugoslavo Željko Franulović in tre set col punteggio di 6–2, 6–4, 6–0.
Il singolare femminile è stato vinto dall'australiana Margaret Court, che ha battuto la tedesca Helga Niessen Masthoff.
Nel doppio maschile si sono imposti Ilie Năstase e Ion Țiriac.
Nel doppio femminile hanno trionfato Gail Sherriff Chanfreau e Françoise Dürr.
Nel doppio misto la vittoria è andata a Billie Jean King in coppia con Bob Hewitt.

## Seniors

### Singolare maschile
Jan Kodeš ha battuto in finale  Željko Franulović con il punteggio di 6–2, 6–4, 6–0.

### Singolare femminile
Margaret Court ha battuto in finale  Helga Niessen Masthoff con il punteggio di 6–2, 6–4.

### Doppio maschile
Ilie Năstase /  Ion Țiriac hanno battuto in finale  Arthur Ashe /  Charlie Pasarell con il punteggio di 6–2, 6–4, 6–3.

### Doppio Femminile
Gail Sherriff Chanfreau /  Françoise Dürr hanno battuto in finale  Rosemary Casals /  Billie Jean King con il punteggio di 6–1, 3–6, 6–3.

### Doppio Misto
Billie Jean King /  Bob Hewitt hanno battuto in finale  Françoise Dürr /  Jean-Claude Barclay con il punteggio di 3–6, 6–4, 6–2.